# Puchar Świata w Chodzie Sportowym 2014
26. Puchar Świata w Chodzie Sportowym – zawody lekkoatletyczne w chodzie sportowym, które odbyły się 3 i 4 maja 2014 w Taicang.

## Rezultaty

### Mężczyźni
|                           | 1. miejsce                                                 | Rezultat    | 2. miejsce                                               | Rezultat   | 3. miejsce                                              | Rezultat |
| Chód na 10 km (juniorzy)  | Gao Wenkui                                                 | 39:40 PB WL | Daisuke Matsunaga                                        | 39:45 NJR  | Nikołaj Markow                                          | 39:55 PB |
| Chód na 10 km (Drużynowo) | Chiny · Gao Wenkui · Jie Jinzhu                            | 6 pkt.      | Hiszpania · Diego García · Manuel Bermúdez               | 17 pkt.    | Australia · Nathan Brill · Jesse Osborne                | 19 pkt.  |
| Chód na 20 km             | Rusłan Dmytrenko                                           | 1:18:37 NR  | Cai Zelin                                                | 1:18:52    | Andriej Ruzawin                                         | 1:18:59  |
| Chód na 20 km (Drużynowo) | Ukraina · Rusłan Dmytrenko · Ihor Hławan · Nazar Kowalenko | 18 pkt.     | Chiny · Cai Zelin · Wang Zhen · Chen Ding                | 23 pkt.    | Japonia · Yūsuke Suzuki · Eiki Takahashi · Takumi Saitō | 35 pkt.  |
| Chód na 50 km             | Michaił Ryżow                                              | 3:39:05 WL  | Iwan Noskow                                              | 3:39:38 PB | Jared Tallent                                           | 3:42:48  |
| Chód na 50 km (Drużynowo) | Rosja · Michaił Ryżow · Iwan Noskow · Jurij Andronow       | 7 pkt.      | Ukraina · Ołeksij Kazanin · Iwan Banzeruk · Serhij Budza | 25 pkt.    | Chiny · Zhang Lin · Wu Qianlong · Zhao Qi               | 40 pkt.  |

### Kobiety
|                           | 1. miejsce                                                       | Rezultat    | 2. miejsce                                  | Rezultat | 3. miejsce                                               | Rezultat |
| Chód na 10 km (juniorki)  | Duan Dandan                                                      | 43:05 PB WL | Yang Jiayu                                  | 43:37 PB | Anežka Drahotová                                         | 43:40 NR |
| Chód na 10 km (Drużynowo) | Chiny · Duan Dandan · Yang Jiayu                                 | 3 pkt.      | Hiszpania · Laura García-Cano · Maria Pérez | 13 pkt.  | Australia · Clara Smith · Jemima Montag                  | 20 pkt.  |
| Chód na 20 km             | Anisia Kirdiapkina                                               | 1:26:31 WL  | Liu Hong                                    | 1:26:58  | Elmira Alembiekowa                                       | 1:27:02  |
| Chód na 20 km (Drużynowo) | Rosja · Anisia Kirdiapkina · Elmira Alembiekowa · Wiera Sokołowa | 8 pkt.      | Chiny · Liu Hong · Lü Xiuzhi · Nie Jingjing | 22 pkt.  | Portugalia · Ana Cabecinha · Vera Santos · Susana Feitor | 36 pkt.  |

## Rekordy
Podczas mityngu ustanowiono 14 krajowych rekordów w kategorii seniorów:
| Zawodnik                 | Reprezentacja     | Konkurencja           | Rezultat |
| ------------------------ | ----------------- | --------------------- | -------- |
| Rusłan Dmytrenko         | Ukraina           | chód na 20 kilometrów | 1:18:37  |
| Evan Dunfee              | Kanada            | chód na 20 kilometrów | 1:20:13  |
| Hendro                   | Indonezja         | chód na 20 kilometrów | 1:29:24  |
| Sandeep Kumar            | Indie             | chód na 50 kilometrów | 3:56:22  |
| Pavel Chihuán            | Peru              | chód na 50 kilometrów | 3:56:35  |
| Eleonora Giorgi          | Włochy            | chód na 20 kilometrów | 1:27:05  |
| María Guadalupe González | Meksyk            | chód na 20 kilometrów | 1:28:48  |
| Agnieszka Dygacz         | Polska            | chód na 20 kilometrów | 1:28:58  |
| Neringa Aidietytė        | Litwa             | chód na 20 kilometrów | 1:29:37  |
| Kimberly García          | Peru              | chód na 20 kilometrów | 1:29:44  |
| Sandra Arenas            | Kolumbia          | chód na 20 kilometrów | 1:30:18  |
| Maria Michta             | Stany Zjednoczone | chód na 20 kilometrów | 1:30:49  |
| Khushbir Kaur            | Indie             | chód na 20 kilometrów | 1:31:40  |
| Anežka Drahotová         | Czechy            | chód na 10 kilometrów | 43:40    |